# Brackenridgia villalobosi
Brackenridgia villalobosi är en kräftdjursart som beskrevs av Rioja 1950. Brackenridgia villalobosi ingår i släktet Brackenridgia och familjen Trichoniscidae. Inga underarter finns listade i Catalogue of Life.